# 里斯本东站
里斯本东站（葡萄牙語：Estação Ferroviária de Lisboa - Oriente）、又被称为东方车站（葡萄牙語：Gare do Oriente）、里斯本联运中心（葡萄牙語：Gare Intermodal de Lisboa，GIL），是葡萄牙里斯本的主要交通枢纽之一，由西班牙建筑师圣地亚哥·卡拉特拉瓦设计，设计灵感来源于卡拉特拉瓦先前位于多伦多布魯克菲爾德廣場地面的作品艾伦·兰伯特长廊。车站为迎接1998年世界博览会而在位于原废弃工业区的万国公园兴建，距离市中心6公里。
车站为混凝土结构，外立面采用玻璃和金属装饰为减少铁路割裂城市街区及滨水地区，车站月台建于19（62英尺）的高架上，设有8条股道。车站除了承接高速铁路、通勤铁路及城际铁路列车外，还设有里斯本地铁车站、国内及国际长途巴士站、购物中心及警察局。

## 图库

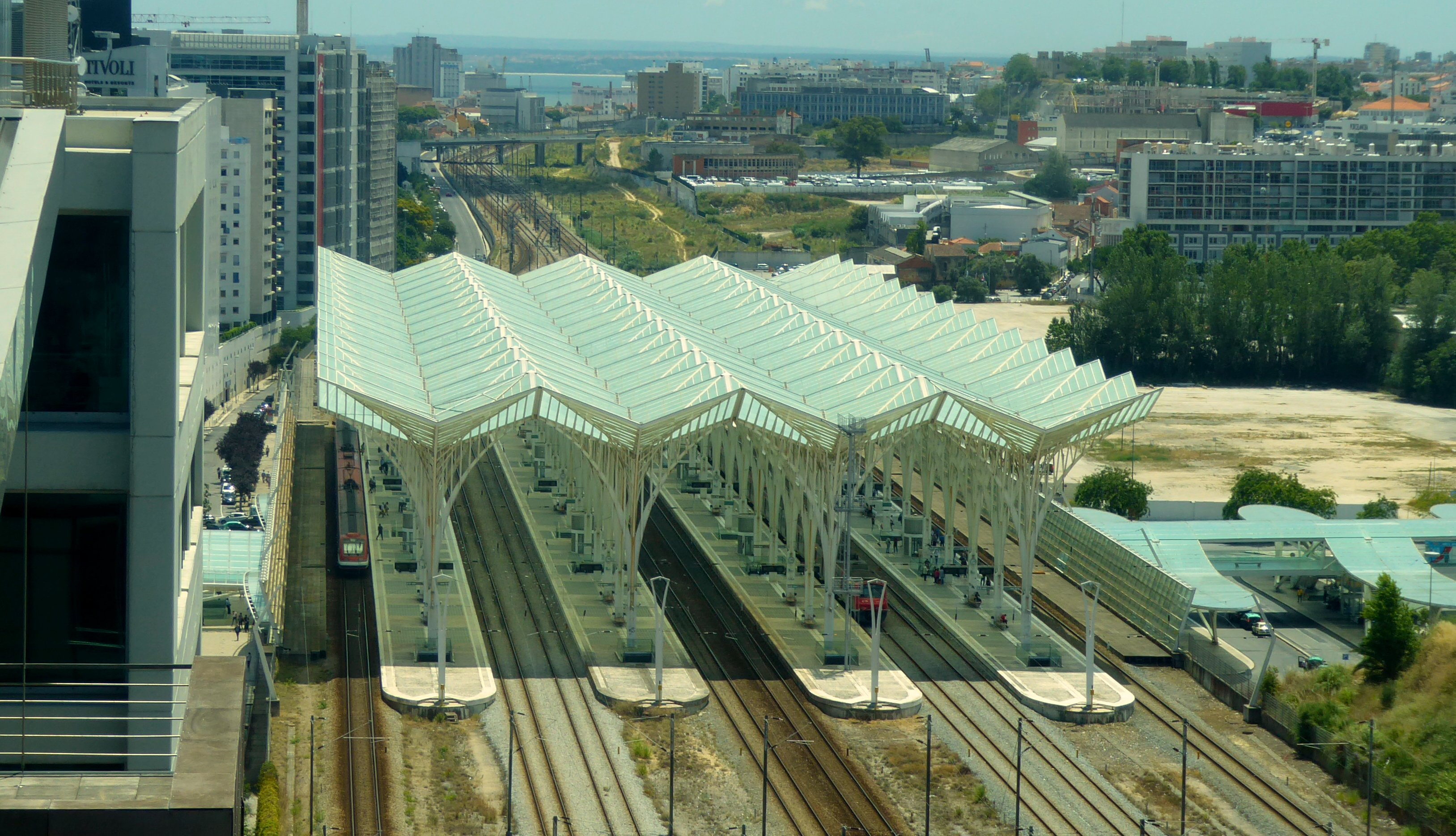
车站远眺
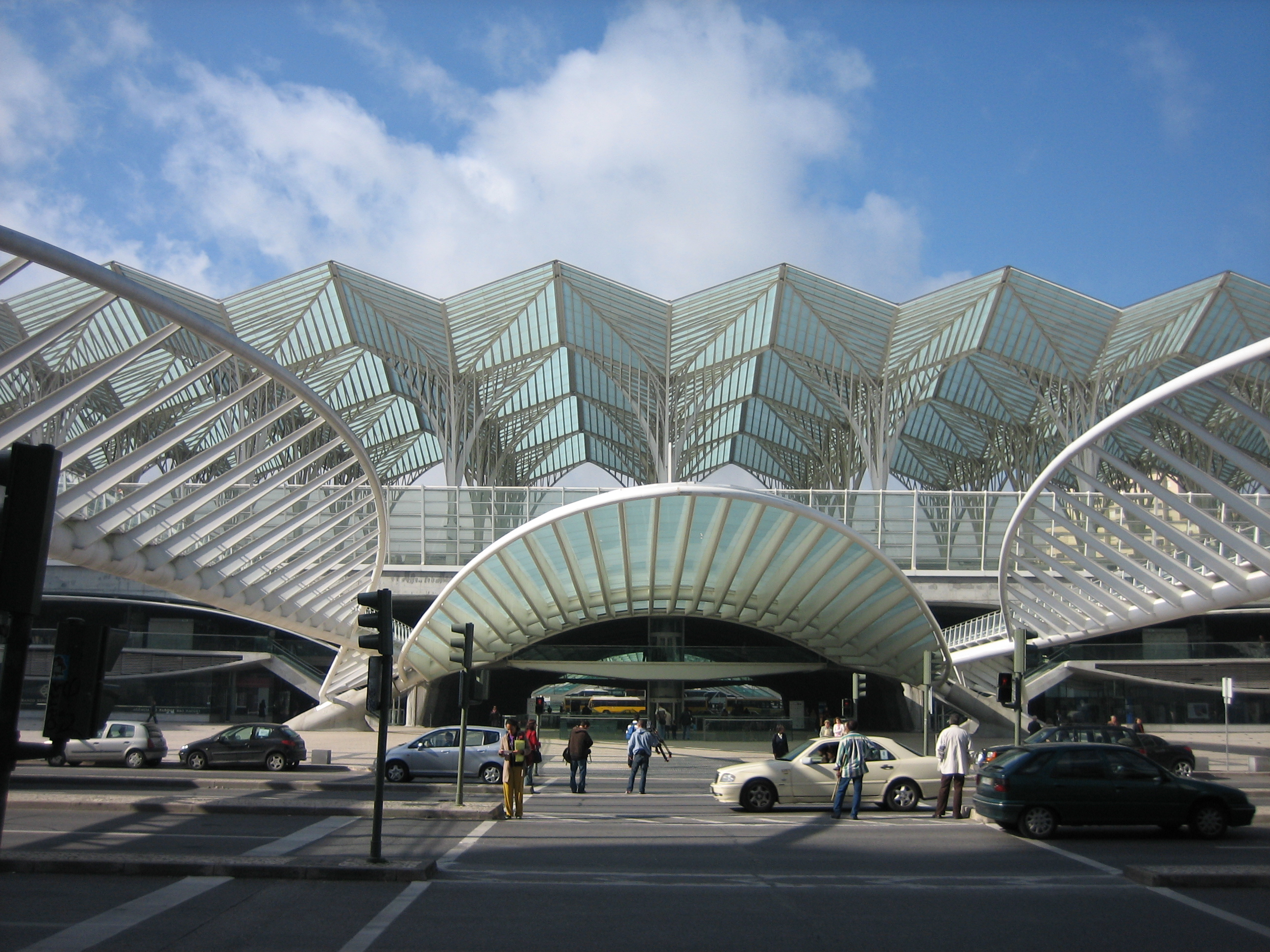
入口
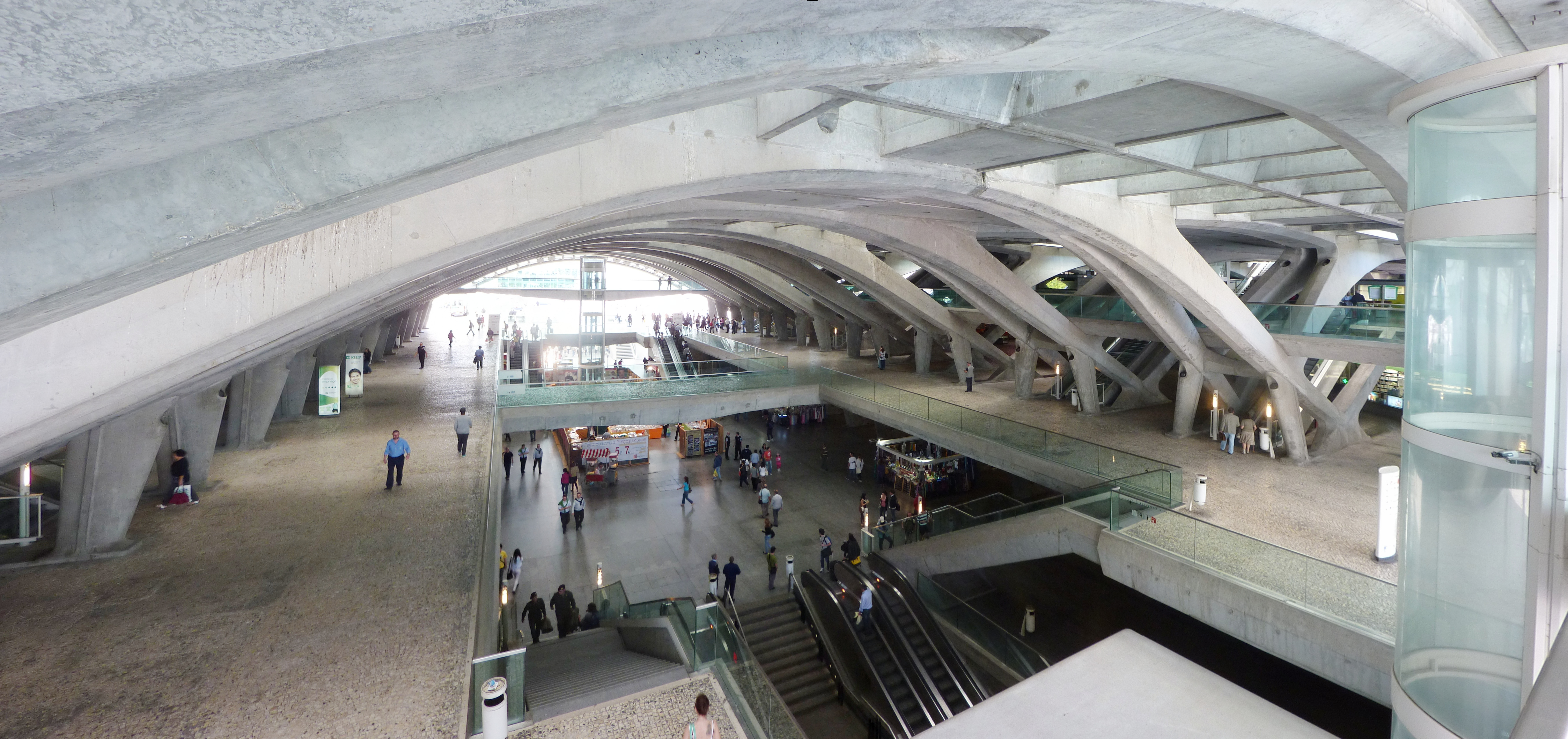
中庭内部
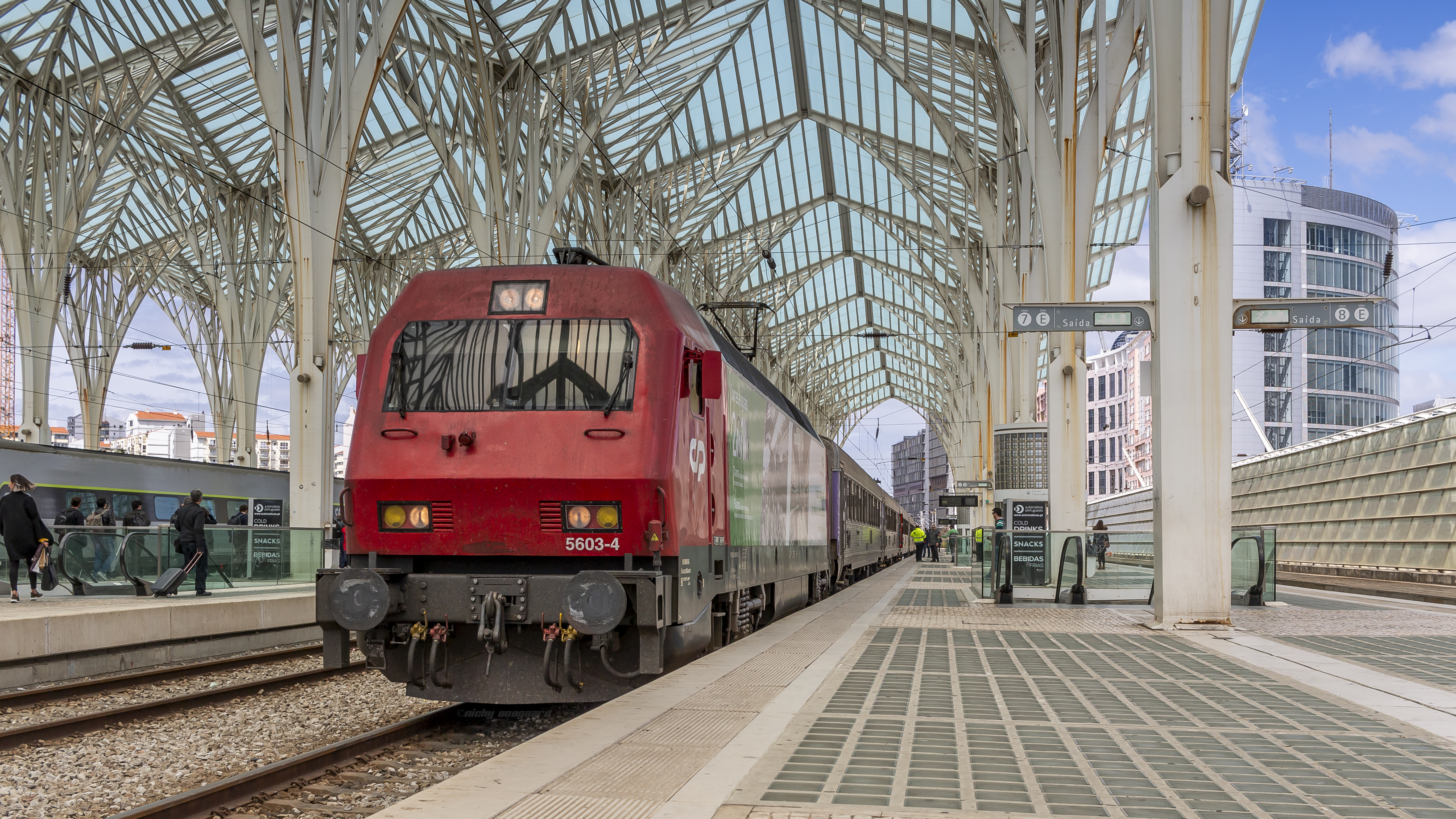
车站雨棚